# مشروع سيارة أبل
من عام 2014 حتى عام 2024، قامت شركة أبل بجهود بحث وتطوير لتطوير سيارة كهربائية ذاتية القيادة، والتي أطلق عليها اسم «مشروع تيتان». لم تناقش شركة أبل أيًا من أبحاثها المتعلقة بالسيارات بشكل علني، ولكن تم الإبلاغ عن أن حوالي 5،000 موظف كانوا يعملون في المشروع اعتبارًا من 2018 في مايو 2018، ورد أن شركة أبل دخلت في شراكة مع شركة فولكس فاجن لإنتاج حافلة نقل ذاتية القيادة للموظفين تعتمد على منصة المركبات التجارية فولكس فاجن ترانسبورتر (تي 6) [الإنجليزية]. في أغسطس 2018، ذكرت هيئة الإذاعة البريطانية (BBC) أن شركة أبل لديها 66 سيارة بدون سائق مسجلة على الطريق، مع 111 سائقًا مسجلاً لتشغيل هذه السيارات. في عام 2020، كان يُعتقد أن شركة أبل لا تزال تعمل على الأجهزة والبرامج والخدمات المتعلقة بالقيادة الذاتية كمنتج محتمل، بدلاً من السيارات الفعلية التي تحمل علامة أبل التجارية. في ديسمبر 2020، ذكرت وكالة رويترز أن شركة أبل تخطط لتاريخ إطلاق محتمل في عام 2024، لكن المحلل مينج تشي كو ادعى أنه لن يتم إطلاقه قبل عام 2025 وقد لا يتم إطلاقه حتى عام 2028 أو بعد ذلك.
في فبراير 2024، ألغى المسؤولون التنفيذيون في شركة أبل خططهم لإطلاق السيارة الكهربائية ذاتية القيادة، وبدلاً من ذلك قاموا بتحويل الموارد في المشروع إلى جهود الذكاء الاصطناعي التوليدي للشركة. وبحسب ما ورد كلف المشروع الشركة أكثر من 1 مليار دولار. تبلغ إيرادات أبل السنوية حوالي مليار دولار، مع تعاون أجزاء أخرى من أبل وتكلفة مئات الملايين من الدولارات في الإنفاق الإضافي. بالإضافة إلى ذلك، تم تسريح أكثر من 600 موظف بسبب إلغاء المشروع.

## تفاصيل السيارة
لقد مر مشروع السيارة بالعديد من التصاميم على مر السنين. شاركت فرق من شركة أبل خارج مشروع التطوير في تطويره. كان الأشخاص من فريق أبل سيليكون مشاركين بشكل كبير في السيارة لتصميم المعالج المستخدم في استقلاليتها. في وقت الإلغاء، كانت الشريحة قد اكتملت تقريبًا، وكانت تمتلك قوة معالجة تعادل أربعة أجهزة إم 2 ألترا مجتمعة. تمت تسمية النواة الصغيرة للسيارة باسم «سيفتي أو إس».

## التعاون والاستحواذات المقترحة
خلال أزمة صناعة السيارات في الفترة 2008–2010، ومع اقتراب شركات السيارات من الانهيار، اقترح نائب الرئيس الأول لشركة أبل توني فاديل على جوبز فكرة شراء شركة جنرال موتورز بسعر مخفض. تم التخلي عن الفكرة جزئيًا لأن الشركة شعرت أنها ستكون سيئة المظهر، وجزئيًا بسبب تركيزها على آيفون.
في عام 2014، ومع تجدد الاهتمام بالمشروع، التقى رئيس التطوير المؤسسي في شركة أبل أدريان بيريكا مع إيلون ماسك عدة مرات معربًا عن اهتمامه بشراء شركة تسلا. أوقف تيم كوك، الرئيس التنفيذي لشركة أبل، هذه المفاوضات المبكرة، ويرجع ذلك جزئيًا إلى تصريح المدير المالي لشركة أبل (والمدير المالي السابق لشركة جنرال موتورز في أوروبا) لوكا مايستري بمدى صعوبة أعمال السيارات. ورغم الفشل، بعد سنوات، عاد رئيس الأجهزة آنذاك دان ريتشيو ومهندس فورد السابق ومهندس آيفون ستيف زاديسكي إلى ماسك لمناقشة أفكار التعاون. وبعد بضع سنوات أخرى، وبينما كانت شركة تسلا تكافح من أجل تصنيع سيارة سيدان موديل 3، حاول ماسك إعادة بدء المحادثات مع شركة أبل، لكنه قال إن كوك لن يلتقي به.
كانت محاولات الشراكة مع مرسيدس بنز متقدمة إلى حد ما عن محاولات الشراكة مع تيسلا. كانت الخطة أن تقوم مرسيدس بنز بتصنيع السيارة وأن تقوم أبل أيضًا بتزويد مرسيدس بنز بمنصتها ذاتية القيادة وواجهة المستخدم للسيارات الأخرى. انسحبت شركة أبل جزئيًا لأنها كانت واثقة من قدرتها على تصنيع سيارة بنجاح بنفسها، وجزئيًا بسبب الخلافات حول التحكم في تجربة المستخدم وبياناته. استمرت المحادثات لأكثر من عام.
أقرب المحادثات كانت مع شركة مكلارين للاستحواذ على شركة سيارات. كان بعض المديرين التنفيذيين يأملون أن يصبح جوني إيف أقرب إلى شركة أبل من خلال هذا الاستحواذ، بعد انخفاض مشاركته في الشركة. كما كانت شركة بي إم دبليو وشركة كانو، من بين شركات أخرى، في محادثات استكشافية للاستحواذ. اجتمعت شركة أبل أيضًا مع نيسان وبي واي دي أوتو. كانت شركة أبل قلقة من أن دمج شركة صناعة السيارات قد يكون كارثة داخليًا. دخلت شركة أبل في شراكة لفترة وجيزة مع شركة ماجنا شتاير، وهي شركة مصنعة للمركبات ذات الحجم المنخفض من أجل هذا المشروع.
في عام 2018، وقعت شركة أبل اتفاقية مع شركة فولكس فاجن لتصنيع حافلة ذاتية القيادة لموظفي أبل في مقرها الرئيسي الجديد، أبل بارك. كان من المقرر تعديل شاحنات النقل تي 6 ‏ من فولكس فاجن، مع الاحتفاظ بالهيكل والعجلات، ولكن مع استبدال لوحات القيادة والمقاعد والمكونات الأخرى. تم إيقاف الصفقة، التي كانت بمثابة جهد مؤقت، من قبل دوج فيلد، رئيس المشروع، الذي اعتبرها بمثابة تشتيت للانتباه.
ذكرت صحيفة كوريا الاقتصادية اليومية في عام 2021 أن هيونداي كانت في مناقشات مبكرة مع شركة آبل لتطوير وإنتاج سيارات كهربائية ذاتية القيادة بشكل مشترك. وبعد بضعة أسابيع، في أواخر شهر يناير، أعلنت شركة أبل عن بعض التغييرات الهندسية على المستوى الأعلى، مما دفع بعض مراقبي أبل إلى التكهن بما إذا كان «الفصل الجديد في أبل» الذي قاده دان ريتشيو قد يشير إلى قيادة مشروع تيتان (أو شيء غير ذي صلة على الإطلاق، مثل سماعة الواقع المعزز/الافتراضي أو سماعات الرأس الفاخرة التي تعمل على إلغاء الضوضاء). بحلول أوائل فبراير، بدا أن شركة أبل كانت قريبة من صفقة بقيمة 3.59 مليار دولار مع هيونداي لاستخدام مصنع كيا موتورز في ويست بوينت، جورجيا، لتصنيع السيارة، وهي آلة ذاتية القيادة بالكامل بدون مقعد سائق. ومع ذلك، في فبراير 2021، أكدت هيونداي وكيا أنهما لم تجريا محادثات مع شركة آبل لتطوير سيارة. ولإضفاء المزيد من المصداقية على طموحات شركة أبل في مجال السيارات، أفاد موقع بيزنس إنسايدر أن أبل قامت بتعيين الدكتور مانفريد هارر، نائب رئيس قسم تطوير الهياكل في شركة بورشه. بعد الشائعات التي وردت من فاينانشال تايمز حول محادثات شركة أبل مع العديد من شركات السيارات اليابانية حول مشروع سيارة أبل بعد شائعة هيونداي وكيا، خرجت نيسان إلى رويترز قائلة إنها ليست في أي من هذه المناقشات. كان التكهن التالي بشأن سيارة أبل Car هو أن أبل كانت تبحث عن موردي مستشعرات الملاحة Lidar لمشروعها.

## التاريخ

### 2014–2015
انتشرت شائعات حول موافقة الرئيس التنفيذي لشركة أبل تيم كوك على المشروع في أواخر عام 2014. بالنسبة للمشروع، ترددت شائعات عن قيام شركة أبل بتعيين يوهان جونجويرث، الرئيس التنفيذي السابق لشركة مرسيدس بنز للبحث والتطوير في أمريكا الشمالية، بالإضافة إلى مهندس ناقل حركة واحد على الأقل.
في فبراير 2015، صرح عضو مجلس إدارة شركة أبل ميكي دريكسلر أن ستيف جوبز، المؤسس المشارك والرئيس التنفيذي لشركة أبل، كان لديه خطط لتصميم وبناء سيارة وأن المناقشات حول المفهوم ظهرت في الوقت الذي طرحت فيه شركة تيسلا موتورز سيارتها الأولى في عام 2008. في مايو 2015، صرح مستثمر شركة أبل كارل إيكان [الإنجليزية] أنه يصدق الشائعات التي تفيد بأن أبل ستدخل سوق السيارات في عام 2020، ومن المنطقي أن تنظر أبل إلى هذه السيارة على أنها «الجهاز المحمول النهائي».
في أغسطس 2015، ذكرت صحيفة الجارديان أن شركة أبل كانت تجتمع مع مسؤولين من محطة جومينتوم [الإنجليزية]، وهي أرض اختبار للسيارات المتصلة والذاتية القيادة في محطة الأسلحة البحرية [الإنجليزية] السابقة في كونكورد، كاليفورنيا. في سبتمبر 2015، كانت هناك تقارير تفيد بأن شركة أبل كانت تجتمع مع خبراء السيارات ذاتية القيادة من إدارة المركبات الآلية في كاليفورنيا [الإنجليزية]. وفقًا لصحيفة وول ستريت جورنال في سبتمبر 2015، ستكون السيارة عبارة عن مركبة كهربائية تعمل بالبطارية، وتفتقر في البداية إلى القدرة الكاملة على القيادة الذاتية، مع إمكانية الكشف عنها في حوالي عام 2019.
في أكتوبر 2015، صرّح تيم كوك عن صناعة السيارات قائلاً: «يبدو أن هناك تغييرًا هائلاً في تلك الصناعة، تغييرًا هائلاً. قد لا تتفقون مع ذلك. هذا ما أعتقده... سنرى ما سيحدث في المستقبل. أعتقد أن الصناعة على مشارف تغيير هائل.» عدّد كوك الطرق التي ستتأثر بها سيارات فورد موديل تي الحديثة حتى هيكلها – الأهمية المتزايدة للبرمجيات في سيارات المستقبل، وصعود المركبات ذاتية القيادة، والتحول من محرك الاحتراق الداخلي إلى السيارات الكهربائية.
في نوفمبر 2015، أفادت مواقع إلكترونية مختلفة أن شركة سيكستي إيت للأبحاث المشتبه بها، والتي تعمل في شركة أبل، حضرت مؤتمرًا لهياكل السيارات في أوروبا. في نوفمبر 2015 أيضًا، بعد أن أعلنت شركة مستقبل فاراداي [الإنجليزية] الناشئة غير المعروفة للسيارات الكهربائية عن إطلاق سيارة كهربائية بقيمة 1 دولار مشروع مصنع بقيمة مليار دولار أمريكي، وتكهن البعض بأنه قد يكون واجهة لمشروع سيارة أبل السرية. في أواخر عام 2015، تعاقدت شركة أبل مع شركة روبوتات تورك [الإنجليزية] لتحديث سيارتي لكزس إس يو في وتزويدهما بأجهزة استشعار في مشروع معروف داخليًا باسم باجا.

### 2016
في عام 2016، صرّح الرئيس التنفيذي لشركة تسلا موتورز إيلون ماسك أن شركة أبل ستُنتج على الأرجح سيارة كهربائية رائعة: «من الصعب إخفاء شيء ما إذا كنت تُوظّف أكثر من ألف مهندس للقيام بذلك». في مايو 2016، أشارت التقارير إلى أن أبل مهتمة بمحطات شحن السيارات الكهربائية.
ذكرت صحيفة وول ستريت جورنال في 25 يوليو 2016 أن شركة أبل أقنعت بوب مانسفيلد [الإنجليزية]، المدير التنفيذي المتقاعد لهندسة الأجهزة، بالعودة وتولي مشروع تيتان. وبعد أيام قليلة، في 29 يوليو/تموز، أفادت بلومبرج تكنولوجي أن شركة أبل قامت بتعيين دان دودج، مؤسس والرئيس التنفيذي السابق لشركة كيو إن إكس، قسم برمجيات السيارات في شركة بلاك بيري المحدودة. وبحسب بلومبرج، فإن تعيين دودج يبشر بتحول في التركيز في مشروع تيتان التابع لشركة أبل، حيث ستعطي الشركة الأولوية لإنشاء برامج للسيارات ذاتية القيادة. ومع ذلك، ذكرت القصة أن شركة أبل سوف تستمر في تطوير سيارتها الخاصة. في التاسع من سبتمبر، أفادت صحيفة نيويورك تايمز عن عشرات من عمليات التسريح في محاولة لإعادة التشغيل، ومن المفترض أن ذلك من فريق لا يزال يبلغ عدد أعضائه حوالي 1000 فرد.
في الأسبوع التالي، ظهرت تقارير تفيد بأن شركة ماجنا الدولية، وهي شركة تصنيع مركبات متعاقدة، لديها فريق صغير يعمل في مختبر أبل في سانيفيل.

### 2017
بعد عدم وجود تقارير جديدة، عادت أخبار مشروع السيارة للظهور مرة أخرى في منتصف أبريل 2017، مع انتشار خبر السماح لشركة أبل باختبار المركبات ذاتية القيادة على طرق كاليفورنيا. في منتصف شهر يونيو، قال تيم كوك في مقابلة مع تلفزيون بلومبرج إن شركة أبل «تركز على الأنظمة المستقلة» ولكنها لا تؤدي بالضرورة إلى منتج سيارة أبل فعليًا، مما يترك التكهنات حول دور أبل في التقارب بين ثلاثة «ناقلات للتغيير» المزعجة: الأنظمة المستقلة، والمركبات الكهربائية، وخدمات مشاركة الركوب.
في منتصف شهر أغسطس، أفادت مصادر مختلفة أن مشروع السيارة كان يركز على الأنظمة المستقلة، ومن المتوقع الآن اختبار تقنيته في العالم الحقيقي باستخدام خدمة نقل بين الحرم الجامعي تديرها الشركة بين الحرم الجامعي الرئيسي إنفنت لوب في كوبرتينو ومكاتب وادي السيليكون المختلفة، بما في ذلك أبل Park الجديد. ثم في نهاية شهر أغسطس، تم تعيين حوالي 17 عضوًا سابقًا في فريق تيتان، مهندسي الفرامل ونظام التعليق ذوي الخبرة في ديترويت، من قبل شركة زوكس الناشئة في مجال المركبات ذاتية القيادة.
زعمت التقارير الصادرة في أكتوبر 2016 أن مشروع تيتان لديه موعد نهائي في عام 2017 لتحديد مصيره – لإثبات عمليته وقابليته للتطبيق، وتحديد الاتجاه النهائي.
في نوفمبر 2017، نشر موظفو شركة أبل يين تشو وأونسيل توزيل ورقة بحثية حول فوكسل نت، والتي تستخدم شبكة عصبية ملتوية للكشف عن الكائنات ثلاثية الأبعاد باستخدام الليدار.
أفاد موقع جالوبنيك المتخصص في النقل والتكنولوجيا في أواخر شهر نوفمبر أن شركة أبل كانت تقوم بتجنيد مهندسي اختبار السيارات والمواهب التقنية للعمل في أنظمة القيادة الذاتية ويبدو أنها كانت تستأجر سراً، من خلال أطراف ثالثة، موقع اختبار سابق لشركة فيات كرايسلر في سربرايز، أريزونا (ويتمان في الأصل). وفي عام 2017 أيضًا، اقترحت صحيفة نيويورك تايمز أن شركة أبل قد توقفت عن تطوير سيارتها ذاتية القيادة. ردًا على مثل هذه التقارير، اعترف الرئيس التنفيذي لشركة أبل تيم كوك علنًا في ذلك العام بأن الشركة تعمل على تكنولوجيا السيارات ذاتية القيادة.

### 2018
في يناير 2018، سجلت الشركة 27 مركبة ذاتية القيادة لدى إدارة المركبات الآلية في كاليفورنيا.
في حين حاولت شركة أبل إبقاء خططها المتعلقة بالمركبات ذاتية القيادة سرية، إلا أن الملفات التنظيمية قدمت أدلة على مشروعها والأنشطة ذات الصلة. في سبتمبر 2018، حصلت شركة أبل على ثالث أعلى عدد من تصاريح المركبات ذاتية القيادة في كاليفورنيا بـ 70، خلف رحلة بحرية (175) التابعة لشركة جنرال موتورز ووايمو (88) التابعة لشركة ألفابت.
في 7 يوليو 2018، ألقت هيئة التحقيقات الفيدرالية القبض على موظف سابق في شركة أبل بتهمة سرقة أسرار تجارية حول مشروع السيارة ذاتية القيادة لشركة أبل. وقد وجهت إليه النيابة الفيدرالية اتهامات. كشفت الشكوى الجنائية ضد الموظف السابق أنه في ذلك الوقت، لم تكن شركة أبل قد ناقشت بشكل علني أيًا من أبحاثها المتعلقة بالقيادة الذاتية، مع الكشف عن حوالي 5000 موظف يعملون في المشروع.
في أغسطس 2018، أعلن دوج فيلد، نائب الرئيس الأول السابق للهندسة في شركة تسلا، أصبح قائدًا لفريق Titan التابع لشركة أبل.
في 24 أغسطس 2018، أفيد أن إحدى سيارات أبل ذاتية القيادة تعرضت لحادث على ما يبدو، عندما اصطدمت من الخلف أثناء اختبارها على الطريق. وقعت الحادثة بينما كانت السيارة متوقفة، في انتظار الاندماج في حركة المرور على بعد حوالي 3.5 ميل من المقر الرئيسي لشركة أبل في كوبيرتينو، ولم يتم الإبلاغ عن وقوع إصابات. وفي ذلك الوقت، ذكرت هيئة الإذاعة البريطانية (بي بي سي) أن شركة أبل لديها 66 سيارة ذاتية القيادة مسجلة على الطرق، مع 111 سائق مسجل لتشغيل تلك السيارات.
في أغسطس/آب 2018، كانت هناك تقارير عن براءة اختراع لشركة أبل لنظام يحذر الركاب مسبقًا بشأن ما قد تفعله السيارة ذاتية القيادة، بزعم تخفيف الانزعاج الناتج عن المفاجأة.

### 2019
في يناير 2019، قامت شركة أبل بتسريح أكثر من 200 موظف من فريق السيارة ذاتية القيادة «مشروع تيتان».
في يونيو 2019، استحوذت شركة أبل على شركة درايف.أيه آي الناشئة المتخصصة في السيارات ذاتية القيادة.

### 2020
في أوائل شهر ديسمبر، أفادت بلومبرج أن جون جياناندريا، رئيس قسم الذكاء الاصطناعي في شركة أبل، يشرف على تطوير سيارة أبل بعد تقاعد رئيسها السابق بوب مانسفيلد [الإنجليزية]. وبعد بضعة أسابيع، أفادت وكالة رويترز أن شركة أبل تعمل على تحديد موعد الإطلاق المحتمل في عام 2024 وفقًا لمصدرين لم يتم الكشف عن هويتهما.

### 2021
صرح مصدر في الصناعة لصحيفة كوريا تايمز أن شركة أبل تعمل في كوريا لبناء سلسلة التوريد الخاصة بها. في وقت لاحق من عام 2021، ورد أن شركة أبل كانت في محادثات مع شركة تويوتا بالإضافة إلى شركاء كوريين لبدء الإنتاج في عام 2024. بعد أن غادر دوج فيلد المشروع وانضم إلى شركة فورد، تم تعيين كيفن لينش [الإنجليزية]، رئيس قسم الأجهزة القابلة للارتداء في شركة أبل، لقيادة المشروع.

### 2022–2024
وذكرت بلومبرج أن شركة أبل تخلت عن فكرة بناء سيارة ذاتية القيادة بالكامل، وتتطلع بدلاً من ذلك إلى إنتاج سيارة قادرة على القيادة الذاتية على الطرق السريعة فقط. سيكون سعره أقل من 100 ألف دولار. ذكرت تريند فورس أنه سيتم استخدام مايكرو ليد في السيارة. كان لدى شركة أبل 66 سيارة بدون سائق مسجلة على الطريق، مع 152 سائقًا مسجلاً لتشغيل هذه السيارات.
في يناير 2024، أشارت تقارير بلومبرج إلى أن شركة أبل أرجأت موعد إصدار السيارة إلى عام 2028، مما أدى إلى تقليص خططها للقيادة الذاتية بشكل كبير والتركيز بدلاً من ذلك على ميزات مساعدة السائق الأساسية المشابهة للسيارات الكهربائية الحالية.
في 27 فبراير 2024، أصدر المسؤولون التنفيذيون في شركة أبل إعلانًا داخليًا يفيد بإلغاء مشروع السيارة بالكامل، مع نقل معظم الموارد للعمل على مشاريع الذكاء الاصطناعي التوليدي الخاصة بشركة أبل.
في أبريل 2024، قامت شركة أبل بتسريح أكثر من 600 موظف في سانتا كلارا، كاليفورنيا. كانت معظم المكاتب المتأثرة بالتسريحات مرتبطة سابقًا بمشروع Titan وكان أحدها، 3250 شارع سكوت، المسمى الرمزي أريا، يعمل على تطوير شاشات ميكروليد [الإنجليزية].

## الموظفين المزعومين والشركات التابعة
- جيمي كارلسون، مهندس سابق في برنامج تيسلا للسيارات ذاتية القيادة «أوتوبايلوت».[97] بعد انتقاله من تيسلا إلى آبل، عمل مع شركة نيو الصينية لصناعة السيارات على منصة القيادة الذاتية «نيو بايلوت». عاد مؤخرًا إلى مشاريع آبل الخاصة.
- ميغان ماكلاين، مهندسة سابقة في شركة فولكس فاجن إيه جي، ولديها خبرة في القيادة الآلية.[97]
- فيناي بالاكودي، باحث متخرج في جامعة كارنيجي ميلون، مركز أبحاث القيادة الآلية.[97]
- شيانكياو تونغ، المهندس الذي طور برمجيات الرؤية الحاسوبية لأنظمة مساعدة السائق في شركة صناعة الرقائق الدقيقة إنفيديا كورب (NVDA.O).[97]
- بول فورغالي، نائب المدير السابق لمختبر الأنظمة المستقلة في المعهد الفيدرالي السويسري للتكنولوجيا في زيورخ.[97]
- سانجاي ماسي، مهندس يتمتع بخبرة في تطوير المركبات المتصلة والآلية في شركة فورد والعديد من الموردين.[97]
- ستيفان ويبر، مهندس سابق في شركة بوش يتمتع بخبرة في أنظمة مساعدة السائق المعتمدة على الفيديو.[97]
- ليش سزوميلاس، عالم أبحاث سابق في شركة دلفي يتمتع بخبرة في مجال الرؤية الحاسوبية وكشف الأشياء.[97]
- أنوب فادر، مهندس أنظمة حرارية سابق في شركة كاتربيلر، والذي غادر شركة آبل في أبريل 2019 للانضمام إلى شركة زوكس الناشئة للسيارات ذاتية القيادة.[97]
- دوغ بيتس، رئيس الجودة العالمية السابق في شركة فيات كرايسلر.[98]
- يوهان جونجويرث، الرئيس التنفيذي السابق لشركة مرسيدس بنز للأبحاث والتطوير في أمريكا الشمالية.[99] – غادر إلى فولكس فاجن في نوفمبر 2015.[100]
- مجيب إعجاز، مهندس سابق في شركة فورد موتور، والذي أسس قسم تقنيات المشاريع في شركة أنظمة إيه 123، والذي ركز على أبحاث المواد وتطوير منتجات خلايا البطاريات الكهربائية والمفاهيم المتقدمة (والذي ساعد في توظيف أربعة إلى خمسة باحثين من شركة A123، وهي شركة متخصصة في تكنولوجيا البطاريات).[101]
- نانسي صن، نائبة رئيس قسم الهندسة الكهربائية في شركة ميشن موتورز للدراجات النارية الكهربائية في سان فرانسيسكو.[102]
- مارك شيروود، المدير السابق لهندسة أنظمة توليد القوة في شركة ميشن موتورز.[102]
- إيال كوهين، نائب الرئيس السابق للبرمجيات والهندسة الكهربائية في شركة ميشن موتورز.[102]
- جوناثان كوهين، المدير السابق لبرامج التعلم العميق في إنفيديا.[103] تستخدم إنفيديا التعلم العميق في منصة محرك إنفيديا بي إكس، والتي تُستخدم في أنظمة مساعدة السائق.[104]
- كريس بوريت – نائب رئيس قسم هندسة المركبات السابق في شركة تيسلا والمهندس الرئيسي السابق لشركة آستون مارتن.[105]
- لويجي تارابوريلي، المدير التنفيذي السابق لشركة لامبورغيني لمدة 20 عامًا.[106]
- أليكس هيتزينجر هو مهندس ألماني كان حتى 31 مارس 2016 المدير الفني لمشروع بورشه إل إم بي 1.[107] عمل سابقًا كرئيس للتقنيات المتقدمة لفريقي ريد بول وتورو روسو للفورمولا 1.[108] في يناير 2019، غادر ليرأس القسم الفني لمركبات فولكس فاجن التجارية.[109]
- بنيامين ليون، خبير أجهزة الاستشعار والمدير وعضو الفريق المؤسس، الذي كان يقدم تقاريره مباشرة إلى دوج فيلد، غادر شركة أبل[110][111] لتولي منصب كبير المهندسين في «شركة ناشئة في مجال الأقمار الصناعية والفضاء» أسترا في فبراير 2021.[112][113]
- ويباو وانج، مهندس البرمجيات، متهم بالسرقة ومحاولة سرقة أسرار تجارية.[114]
- دوغ فيلد، نائب رئيس المشاريع الخاصة في آبل، والرئيس الفعلي لمشروع السيارة. غادر للانضمام إلى فورد. [115]

## للقراءة الإضافية
- Bloomberg Originals (8 مارس 2024). What Killed the Apple Car?. مؤرشف من الأصل في 2024-03-08. اطلع عليه بتاريخ 2024-05-04 – عبر يوتيوب.